# Warren Foster
Warren Foster (Brooklyn, Nueva York, 24 de octubre de 1904 - San Clemente, California, diciembre de 1971) fue un escritor, caricaturista y compositor del estudio de animación de Warner Brothers y posteriormente de Hanna-Barbera.

## Biografía
Su larga carrera con Warner Brothers comenzó en 1938 como escritor en el cortometraje de Porky, Porky's Naughty Nephew, y terminó tras aproximadamente 170 dibujos animados en 1959 con su trabajo en el corto de Piolín, Tweet Dreams. De hecho, Foster compuso el tema musical de Piolín, I Taut I Taw A Puddy Tat. Trabajó, algunas veces no acreditado, en dibujos animados considerados como los mejores de la historia, incluyendo Book Revue y The Great Piggy Bank Robbery, protagonizados por el Pato Lucas en 1946, Catty Cornered protagonizado por el gato Silvestre en 1953 y Bugs and Thugs protagonizado por Bugs Bunny en 1954.
Su carrera dio un giro en 1961 cuando comenzó a trabajar en Hanna-Barbera donde pasaría los próximos cinco años como escritor de un gran número de programas animados como The Yogi Bear Show y varios episodios de Los Picapiedra, incluyendo su último trabajo en la película A Man Called Flintstone. 
Foster estudió en Brooklyn Tech y Instituto Pratt, entró a ASCAP en 1956.